# Chrám svaté Ludmily (Praha)
Chrám svaté Ludmily v Praze je kostel Ruské pravoslavné církve v Česku, vysvěcený v prosinci 2012 a je tak nejmladším pravoslavným chrámem v Česku. Nachází se na adrese Sibiřské náměstí 10, Praha 6-Bubeneč.
Pod záminkou rekonstrukce byl úřady chrám uzavřen. 

## Popis

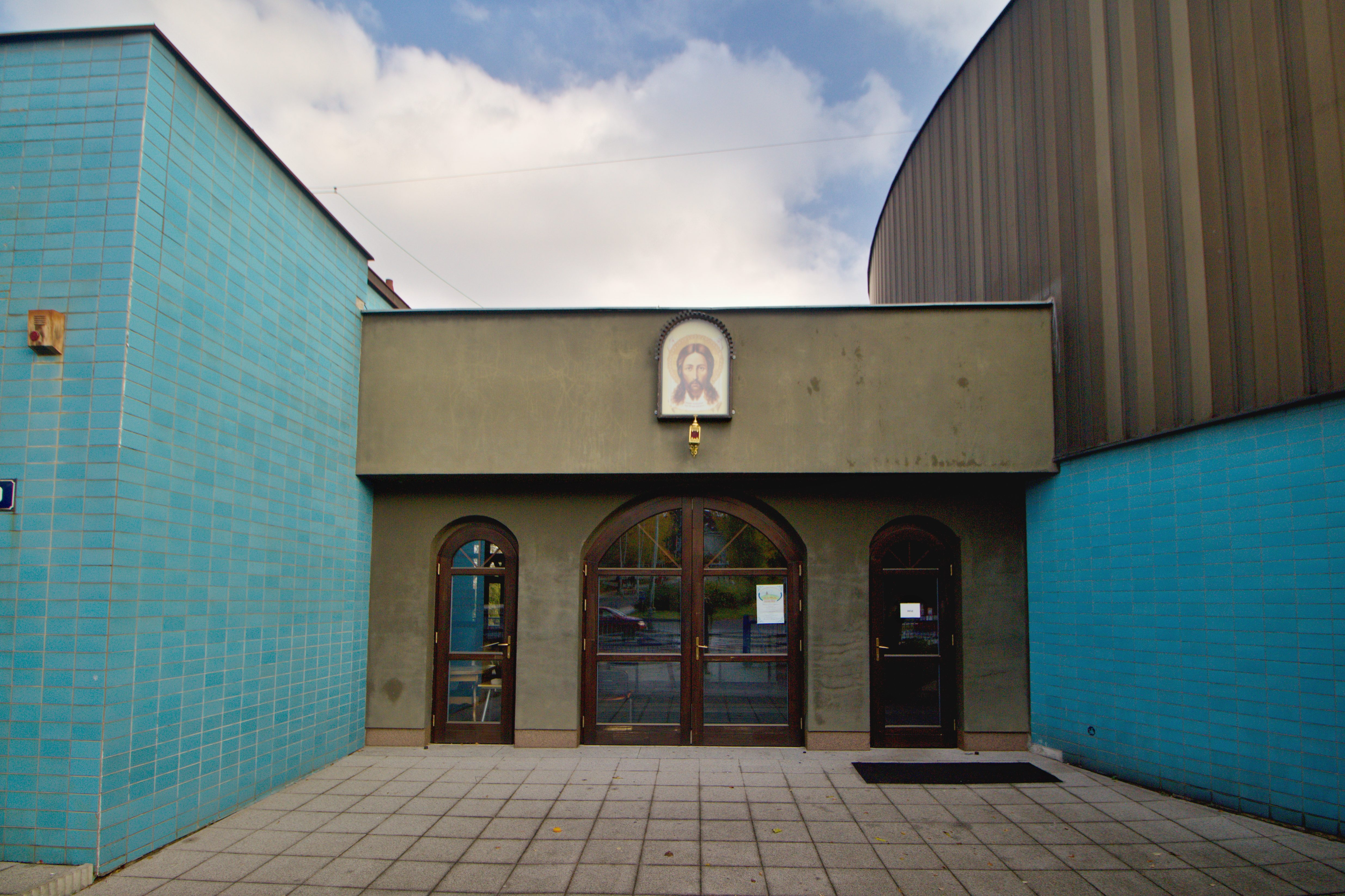
Vstup do chrámu

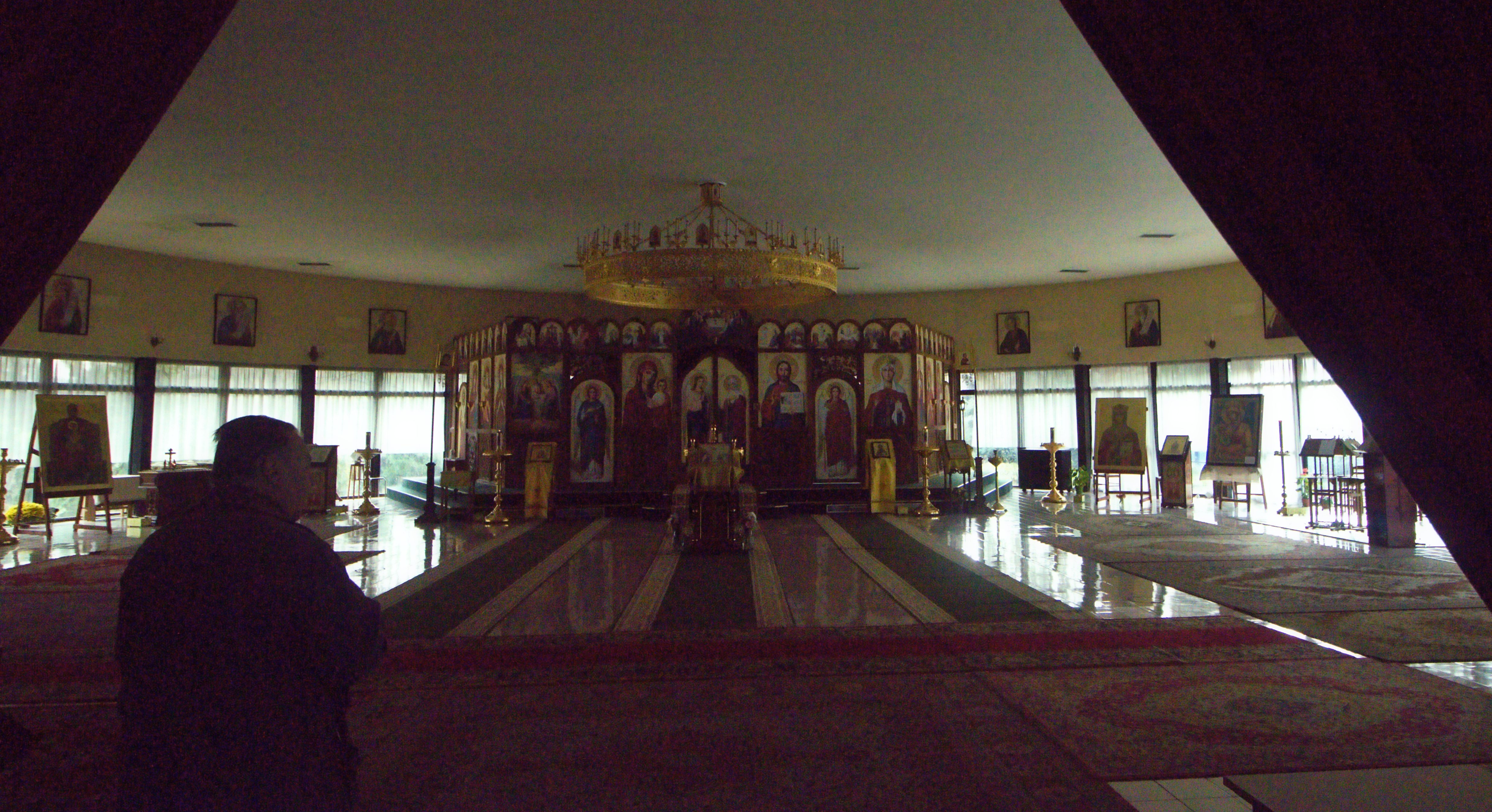
Interiér chrámu

Chrám byl zasvěcen české světici, mučednici kněžně Ludmile České (860–921), babičce sv. Václava. Chrám svaté Ludmily je v pořadí třetím pravoslavným chrámem moskevského patriarchátu na českém území, společně s chrámem svatých Petra a Pavla v Karlových Varech a chrámem svatého Jiří Vítězného stojícím v areálu pražského velvyslanectví Ruské federace.

## Dějiny
Chrám sv. Ludmily Ruské pravoslavné církve v Bubenči byl vysvěcen 29. prosince 2012 a je tak jedním z nejmladších pravoslavných chrámů v Praze i na území Česka. Nachází se na půdě velvyslanectví Ruské federace v Praze.
Jako základ nového kostela posloužil bývalý výstavní pavilon Ruského obchodního zastoupení, kde se v dobách socialismu vystavovala sovětská zemědělská technika a výdobytky strojírenství, která byla později nahrazena expozicí automobilových veteránů. Nejprve proběhly úpravy interiéru a poté byly vystavěny kupole a zvonice.
Vysvěcením chrámu byl pověřen arcibiskup Marek (Sergej Anatoljevič Golovkov), metropolita vídeňský a rakouský a maďarský, vikář Jeho Svatosti Kyrila a Správce Moskevského patriarchátu pro zahraničí, který v této věci zastupoval Jeho Svatost moskevského a ruského patriarchu, společně s arcibiskupem Pravoslavné církve v českých zemích a na Slovensku, Jeho Blažeností pražským metropolitou Kryštofem.
Duchovním správcem chrámu je protojerej Vladimír Abrosimov.